# Miss Monde 1970
Miss Monde 1970, est la 20e élection de Miss Monde, qui s'est déroulée au Royal Albert Hall de Londres, au Royaume-Uni, le 20 novembre 1970.
La lauréate du concours est Jennifer Hosten, Miss Grenade et a été couronnée par sa prédécesseure autrichienne, Eva Rueber-Staier, Miss Monde 1969.
L'élection a été marquée par la controverse pendant le concours lui-même et par la suite.

## Résultats
| Résultat Final  | Candidates |
| --------------- | --- |
| Miss Monde 1970 | - Grenade - Jennifer Hosten |
| 1re dauphine    | - Sud de l'Afrique - Pearl Jansen |
| 2e dauphine     | - Israël - Irith Lavi |
| 3e dauphine     | - Suède - Marjorie Christel Johansson |
| 4e dauphine     | - Afrique du Sud - Jillian Jessup |
| Top 7           | - Brésil - Sônia Yara Guerra - Royaume-Uni - Yvonne Anne Ormes |
| Top 15          | - Australie - Valli Kemp - Ceylan - Yolanda Shahzadi Ahlip - Équateur - Sofía Monteverde Nimbriotis † - États-Unis - Sandra Anne Wolsfeld - Guyana - Jennifer Diana Evan Wong - Inde - Heather Corinne Faville - Philippines - Minerva Manalo Cagatao - Yougoslavie - Teresa Djelmis |

## Candidates

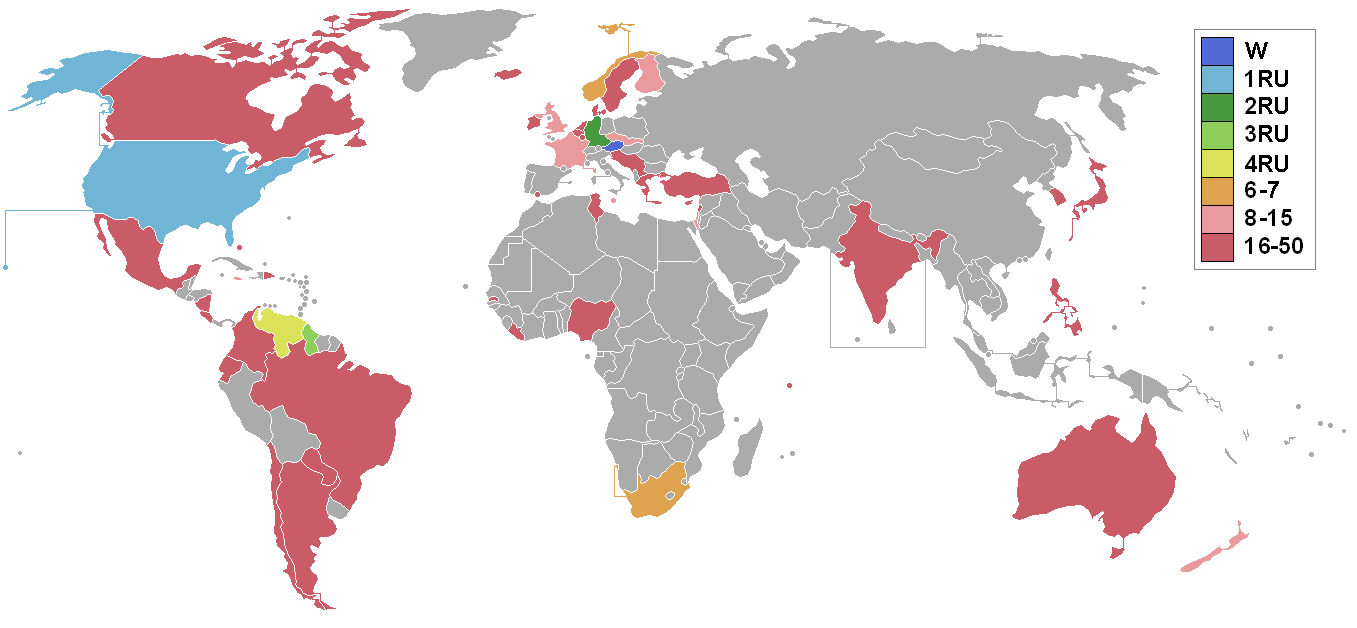
Pays des participantes et résultats

- Afrique du Sud - Jillian Elizabeth Jessup
- Allemagne - Dagmar Eva Ruthenberg
- Argentine - Patricia María Charré Salazar
- Australie - Valli Kemp
- Autriche - Rosemarie Resch
- Bahamas - June Justina Brown
- Belgique - Francine Martin
- Brésil - Sonia Yara Guerra
- Canada - Norma Joyce Hickey
- Ceylan - Yolanda Shahzali Ahlip
- Colombie - Carmelina Bayona Vera
- Corée - Lee Jung-hee
- Chypre - Louiza Anastadiades
- Danemark - Winnie Hollman
- Équateur - Sofía Virginia Monteverde Nimbriotis †
- Espagne - Josefina Román Gutiérrez
- États-Unis - Sandra Anne Wolsfeld
- Finlande - Hannele Hamara
- France - Micheline Beaurain
- Gambie - Margaret Davies
- Gibraltar - Carmen Gomez
- Grèce - Julie Vardi
- Grenade - Jennifer Josephine Hosten
- Guyana - Jennifer Diana Evan Wong
- Pays-Bas - Patricia Hollman
- Hong Kong - Ann Lay
- Inde - Heather Corinne Faville
- Irlande - Mary Elizabeth McKinley
- Islande - Anna Hansdóttir
- Israël - Irith Lavi
- Italie - Marika de Poi
- Jamaïque - Elizabeth Ann Lindo
- Japon - Hisayo Nakamura
- Liban - Georgina Rizk
- Liberia - Mainusa Wiles
- Luxembourg - Rita Massard
- Malaisie - Mary Ann Wong
- Malte - Tessa Marthese Galea
- Maurice - Florence Muller
- Mexique - Libia Zulema López Montemayor
- Nicaragua - Evangelina Lacayo
- Nigeria - Stella Owivri
- Norvège - Aud Fosse
- Nouvelle-Zélande - Glenys Elizabeth Treweek
- Philippines - Minerva Manalo Cagatao
- Porto Rico - Alma Doris Pérez
- Portugal - Ana Maria Diozo Lucas
- Seychelles - Nicole Barallon
- Suède - Marjorie Christel Johansson
- Sud de l'Afrique - Pearl Gladys Jansen
- Suisse - Sylvia Christina Weisser
- Thaïlande - Tuanjai Amnakamart
- Tunisie - Kaltoum Khouildi
- Turquie - Afet Tugbay
- République dominicaine - Fátima Shecker
- Royaume-Uni - Yvonne Anne Ormes
- Venezuela - Tomasa Nina Tomasita de las Casas Mata
- Yougoslavie - Teresa Djelmis

## Prostestations et controverse
Avant le commencement du concours, les organisateurs de Miss Monde ont permis l'entrée de deux Miss Afrique du Sud, une blanche et une noire. Dans la soirée du concours, une bombe a explosé en dehors de la caméra de BBC dans une vaine tentative de The Angry Brigade d'empêcher la diffusion du concours. Personne n'a été blessé. Il y avait également des protestations du mouvement de libération des femmes. Des protestataires tenaient des pancartes, criaient, sifflaient et ont jeté des bombes fumigènes, boules puantes, bombes d'encre et des dépliants sur la scène. Le comédien, Bob Hope, a également été chahuté pendant le déroulement de l'élection.
Une plus grande polémique a suivi après l'annonce du résultat du couronnement de Jennifer Hosten devenue la première femme noire à remporter Miss Monde et de la candidate noire, Pearl Jansen, Miss Sud de l'Afrique comme première dauphine. La BBC et des journaux ont reçu de nombreuses protestations sur le résultat et des accusations de racisme ont été faites par tous les côtés. Quatre des neuf juges avaient voté pour que Miss Suède soit à la première place, tandis que Miss Grenade a reçu seulement deux voix mais la candidate suédoise, Marjorie Christel Johansson, a terminé quatrième. En outre, le Premier ministre de la Grenade, Eric Gairy, était dans le jury. Inévitablement, il y eut beaucoup d'accusations selon lesquelles le concours avait été truqué.
Certains des spectateurs se sont rassemblés dans la rue en dehors du Royal Albert Hall après le concours et ont scandé « Suède, Suède ». Quatre jours plus tard, la directrice de l'organisation, Julia Morley, bien qu'insistant qu'aucune fraude n'avait eu lieu, a démissionné en signe de protestation. Elle a rejeté les suggestions selon lesquelles Eric Gairy aurait voté pour Jennifer Hosten parce qu'elle était de son propre pays. Le Premier ministre de la Grenade a considéré que Jennifer Hosten était la meilleure parmi les candidates, mais il ne saurait pas dire s'il l'a placée en premier. Il a déclaré : « Cela remet en question mon intégrité. Mais s'il y avait eu un conflit dans mon esprit, j'aurais voté pour la dauphine, Pearl Jansen. ». Des années plus tard, Marjorie Christel Johansson, Miss Suède a rapporté qu'elle avait été trompée sur son titre.
Le mari de Julia Morley, Eric Morley, était le président de la société Mecca qui possédait l'organisation Miss Monde. Pour réfuter les accusations, Eric Morley a rendu publics les bulletins de vote du jury et a décrit le complexe « système de vote à la majorité » qui visait à éliminer la possibilité de fraude et de favoritisme et d'éviter toute collusion de la part des juges. Ces bulletins de vote ont montré que Jennifer Hosten avait gagné plus de places dans la deuxième, troisième, quatrième et cinquième position, plus que Miss Suède et les cinq autres finalistes. Julia Morley a ensuite repris son travail. Cependant beaucoup pensaient encore que Eric Gairy qui était dans le jury avaient influencé les autres juges afin de placer Jennifer Hosten dans le classement.

## Déroulement de la cérémonie

### Prix attribués
- Miss Amitié (Miss Friendship):  Suède - Marjorie Christel Johansson
- Miss Sympathie (Miss Congeniality):  Équateur - Sofía Virginia Monteverde Nimbriotis
- Miss Photogénique (Miss Photogenic):  Islande - Anna Hansdóttir
- Miss Typique (Miss Typical):  Thaïlande - Tuanjai Amnakamart
- Miss Beauté (Miss Beauty):  Grenade - Jennifer Hosten
- Miss Maillot de bain (Miss Swimsuit):  Grenade - Jennifer Hosten
- Miss Joie (Miss Joy):  Jamaïque - Elizabeth Ann Lindo
- Meilleur pays de beauté (Best Beauty Country):  Australie - Valli Kemp
- Meilleur style (Best Style):  Portugal - Ana Maria Diozo Lucas
- Meilleur design (Best Design):  Guyana - Jennifer Diana Evan Wong
- Meilleur maquillage (Best Make-up):  Japon - Hisayo Nakamura
- Meilleur visage (Best Face):  Canada - Norma Joyce Hickey

## Observations